# تومي شانون
تومي شانون (بالإنجليزية: Tommy Shannon)‏ هو عازف باس أمريكي، ولد في 18 أبريل 1946 في توسان في الولايات المتحدة.

## وصلات خارجية
- الموقع الرسمي
- تومي شانون على موقع ميوزك برينز (الإنجليزية)
- تومي شانون على موقع أول ميوزيك (الإنجليزية)
- تومي شانون على موقع ديسكوغز (الإنجليزية)